# Urbahns Weißer Weidenspanner
Urbahns Weißer Weidenspanner (Cabera leptographa) ist ein Schmetterling (Nachtfalter) aus der Familie der Spanner (Geometridae). Der deutsche Name ehrt die Entomologen Ernst und Herta Urbahn, die die Art erstmals in Deutschland nachwiesen.

## Merkmale

### Falter
Die Falter erreichen eine Flügelspannweite von 20 bis 25 Millimetern. Sie haben glänzend weiß gefärbte Flügeloberseiten. Auf den Vorderflügeln heben sich drei, auf den Hinterflügeln zwei dunkelgraue Querlinien ab. Die mittlere und die innere Querlinie der Vorderflügel sind meist nur schwach ausgebildet. Einige dunkle Längsschuppen sind über die Flügeloberfläche verteilt, insbesondere im Costalfeld der Vorderflügel.  Die Fühler der Männchen sind beidseitig gekämmt. Die Stirn ist im oberen Bereich gelbbraun verdunkelt.

### Ei, Raupe, Puppe
Das Ei ist glänzend hell messingfarbig, ca. 0,5 bis 0,7 Millimeter lang, hat eine ovale Form, ist an der Unterseite stark abgeflacht und hat eine schwache Netzskulptur, die an der Mikropyle etwas ausgeprägter ist.
Ausgewachsene Raupen haben eine grüne Farbe und helle Segmenteinschnitte. Die dunkle Rückenlinie ist wellig eingefasst. Die Nebenrückenlinien haben eine gelbweiße Farbe, die Seitenlinien sind weißlich und meist in Flecke aufgelöst.
Die Puppen sind glänzend dunkelbraun gefärbt und zeigen olivgrüne Flügelscheiden. Der Kremaster ist mit zwei großen und sechs kleinen Hakenborsten versehen.

### Ähnliche Arten
- Der Weißstirn-Weißspanner (Cabera pusaria) unterscheidet sich durch die deutlicher ausgeprägten dunklen Querlinien auf der Flügeloberseite sowie die stets rein weiße Stirn.
- Der Braunstirn-Weißspanner (Cabera exanthemata) unterscheidet sich durch die leicht gelbgraue Überstäubung der Flügeloberseite sowie die bräunliche Stirn.

Die Falter der beiden vorgenannten Arten sind auch etwas größer als Cabera leptographa. Sofern bei der Bestimmung dennoch Zweifel bestehen, können die Arten anhand einer genitalmorphologischen Untersuchung eindeutig zugeordnet werden.

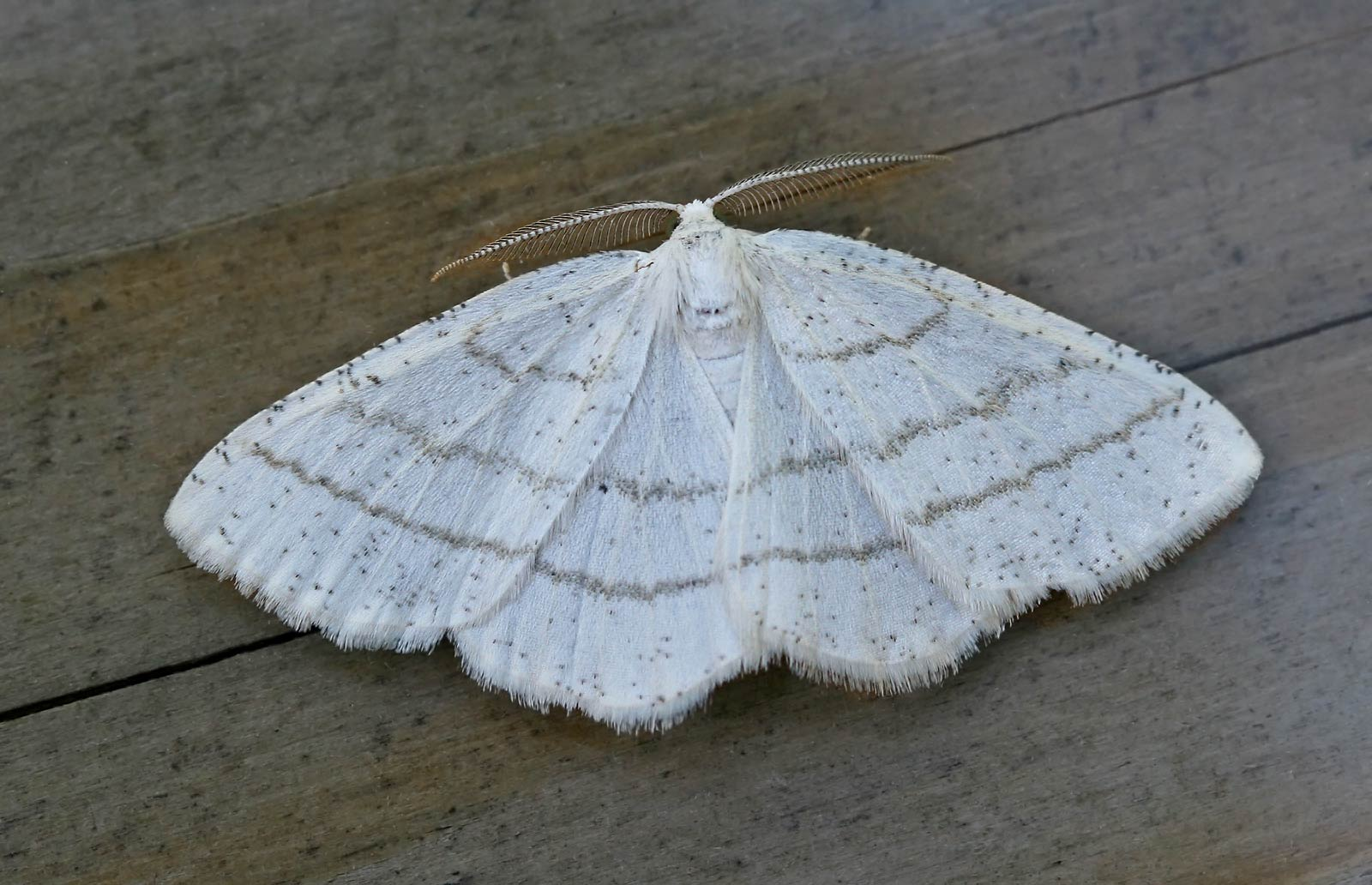
Weißstirn-Weißspanner (Cabera pusaria) ♂

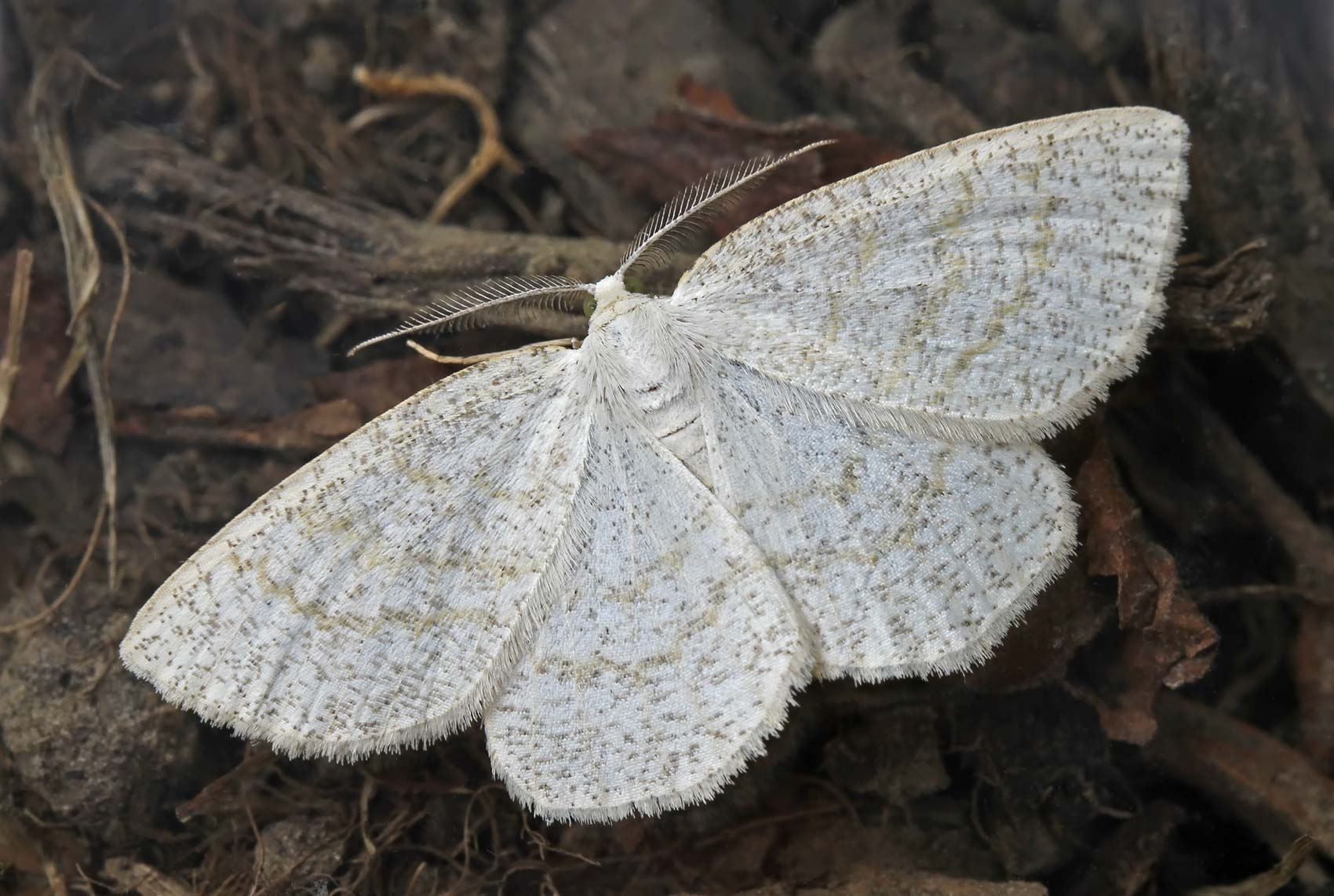
Braunstirn-Weißspanner (Cabera exanthemata) ♂

## Verbreitung und Lebensraum
Die hauptsächlich in Zentralasien vorkommende Art wurde 1950 bei Zehdenick erstmals in Deutschland nachgewiesen. Die Art gilt als Neozoon und wurde später auch auf den Zitzmannsdorfer Wiesen im Seewinkel sowie der Nanni-Au bei Marchegg in Niederösterreich gefunden. Sie lebt bevorzugt auf buschigen Wiesen in Ufergebieten.

## Lebensweise
Die Hauptflugzeit der Falter reicht von Mitte Juni bis Anfang August. Sie besuchen künstliche Lichtquellen. Die Raupen entwickeln sich überwiegend im Juli und August. Sie ernähren sich von den Blättern von Weidearten (Salix), insbesondere der Kriech-Weide (Salix repens). Die Art überwintert als Puppe.